# Colcapirhua
Colcapirhua è un comune (municipio in spagnolo) della Bolivia nella provincia di Quillacollo (dipartimento di Cochabamba) con 71.204 abitanti (dato 2010).

## Cantoni
Il comune è suddiviso in 2 cantoni:
- Colcapirhua
- Santa Rosa